# انتخاب اضطراری
انتخاب اضطراری یا انتخاب هابسون (انگلیسی: Hobson's Choice) یک فیلم به کارگردانی دیوید لین است که در سال ۱۹۵۴ منتشر شد. از بازیگران آن می‌توان به چارلز لوتن، جان میلز، پرونلا اسکیلز، و هلن هی اشاره کرد. این فیلم برنده خرس طلایی جشنواره فیلم برلین شده‌است.
داستانِ زندگی یک مرد چکمه‌ساز موفق و بداخلاق به نام هنری هابسون است، او سه دختر دارد که همه آنها را مجبور به کار کردن در مغازه‌اش می‌کند. با وجود علاقه دخترها به ازدواج، هنری اجازه این کار را به آنها نمی‌دهد.